# Uhorské
Uhorské (hongrois : Ipolymagyari) est un village de Slovaquie situé dans la région de Banská Bystrica.

## Histoire
La première mention écrite du village date de 1435.

## Démographie

### Évolution de la population
| Année:               | 1994. | 2004.   | 2014.   | 2024.   |
| -------------------- | ----- | ------- | ------- | ------- |
| Nombre de personnes: | 560   | 594     | 544     | 494     |
| Différence:          |       | +6,07 % | -8,41 % | -9,19 % |

| Année:               | 2023. | 2024.   |
| -------------------- | ----- | ------- |
| Nombre de personnes: | 506   | 494     |
| Différence:          |       | -2,37 % |